# El becari
El becari (títol original en anglès, The Intern) és una pel·lícula de comèdia estatunidenca del 2015 dirigida per Nancy Meyers. La pel·lícula és protagonitzada per Robert De Niro i Anne Hathaway en els dos papers principals, amb el suport a actuacions de Rene Russo, Anders Holm, Andrew Rannells, Adam DeVine, Christina Scherer, i Zack Pearlman. La pel·lícula va ser estrenada el 25 setembre 2015 per Warner Bros. S'ha doblat i subtitulat al català.

## Argument
Ben Whitaker un vidu de 70-anys (Robert De Niro), un executiu jubilat d'una empresa d'una guia telefònica, s'aplica a un programa de persones de tercera edat després que la seva jubilació s'hagi tornat massa avorrida per ell. L'empresa per a la qual s'aplica és About The Fit, una creixent empresa de moda el comerç electrònic, de la qual la fundadora i CEO Jules Ostin (Anne Hathaway) havien acordat prèviament portar a terme un programa d'extensió a la comunitat, on les persones grans formen part de la firma. Ben impressiona a tothom i és un dels quatre contractats.
Ben és assignat a treballar amb Jules, que és una mica escèptica amb ell al principi. Inicialment congelat per Jules, Ben es guanya lentament l'oficina amb la seva simpatia i un dia, després de netejar la taula d'escombraries de l'oficina, comença a caure bé a Jules. Un dia, Ben veu el xofer de la Jules bevent fora del seu vehicle estacionat. Ell convenç al conductor per anar a casa d'hora, i s'ofereix a portar a Jules a casa ell mateix, una feina que conserva quan el xofer no és trobat enlloc l'endemà. Ben revela a Jules que una vegada va treballar en el mateix edifici on About The Fit té la seu. També desenvolupa una relació romàntica amb la terapeuta de massatge de l'empresa, Fiona (Rene Russo) i es converteix en una mena de figura paterna per als treballadors més joves. Està molt compromès en la seva feina amb Jules, i fins i tot entra d'amagat a la casa de la mare de Jules amb els seus companys de feina per eliminar un correu electrònic vergonyosament insultant que Jules envia sense voler a la seva mare. Ben també arriba a conèixer a la família de Jules. El seu marit, Matt (Anders Holm), va renunciar a la seva pròpia carrera de primer nivell per ser un quedar-se a casa i cuidar la seva filla, Paige (JoJo Kushner) quan About The Fit va començar a tenir èxit. No obstant això, el seu matrimoni es va trencant lentament, en part per culpa de les jornades inacabables de Jules a la seva feina, principalment a causa de la seva poca experiència en la administració i direcció d'empreses.

## Repartiment
- Robert De Niro com Ben Whittaker
- Anne Hathaway com Jules Ostin
- Rene Russo com Fiona
- Anders Holm com Matt
- Andrew Rannells com Cameron
- Adam DeVine com Jason
- Zack Pearlman com Davis
- Jason Orley com Lewis
- Christina Scherer com Becky
- JoJo Kushner com Paige
- Nat Wolff com Justin
- Linda Lavin com Patty
- Celia Weston com Doris
- Steve Vinovich com Miles
- Molly Bernard com Samantha
- C.J. Wilson com Mike